# Niarchos santosi
Espèce
Niarchos santosi est une espèce d'araignées aranéomorphes de la famille des Oonopidae.

## Distribution
Cette espèce est endémique d'Équateur. Elle se rencontre dans les provinces de Sucumbíos et d'Orellana entre 216 et 250 m d'altitude. 

## Description
Le mâle holotype mesure 1,25 mm et la femelle 1,34 mm.

## Étymologie
Cette espèce est nommée en l'honneur d'Adalberto J. Santos.

## Publication originale
- Platnick & Dupérré, 2010 : The Andean goblin spiders of the new genera Niarchos and Scaphios (Araneae, Oonopidae). Bulletin of the American Museum of Natural History, no 345, p. 1-120 (texte intégral).